# Tavium

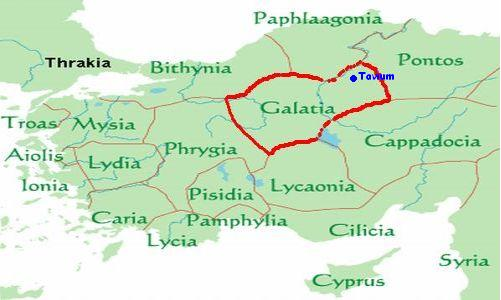

Tavium war eine antike und byzantinische Stadt im östlichen Teil der Landschaft Galatien im Zentrum Kleinasiens in der heutigen Türkei.
Sie war der Hauptort der Trokmer, eines der drei keltischen Stämme, die sich im 3. Jahrhundert v. Chr. in der nach ihnen Galatien benannten Landschaft in Kleinasien ansiedelten. Eine Stadt im eigentlichen Sinn wurde Tavium erst 21/20 v. Chr. nach der Eingliederung Galatiens in das römische Reich. Die Stadt selbst erlangte keine größere Bedeutung, lag aber bis in byzantinische Zeit an wichtigen Straßen durch das zentrale Anatolien. Tavium prägte vom 1. Jahrhundert v. Chr. bis zur Zeit Caracallas im 3. Jahrhundert n. Chr. eigene Münzen. Auf ein Bistum der Stadt, das von der Spätantike bis zum 13. Jahrhundert bestand, geht das Titularbistum Tavium der römisch-katholischen Kirche zurück.
Tavium wird in der Nähe des heutigen Dorfes Büyüknefes in der Provinz Yozgat lokalisiert, wo einige archäologische Überreste u. a. einer Stadtmauer vorhanden sind.